# Lucian Eugen Pleșa
Lucian Eugen Pleșa (n. 4 septembrie 1946 – d. 22 octombrie 2007) a fost  un deputat român în legislatura 2000-2004, ales în județul Mureș pe listele partidului PRM.
Pe 29 octombrie 2004, Lucian Eugen Pleșa și-a anunțat demisia din PRM. Lucian Eugen Pleșa a demisionat din PRM pe motivul că PRM ar fi devenit un partid antiortodox.

## Legături externe
- Lucian Eugen Pleșa Arhivat în 24 februarie 2024, la Wayback Machine. la cdep.ro